# SF9
SF9 (em coreano:  에스에프나인, em japonês:  エスエプナイン; acrônimo de Sensational Feeling 9) é um grupo masculino sul-coreano formado pela FNC Entertainment. O grupo estreou em 5 de outubro de 2016 com seu primeiro álbum single. Eles são o primeiro grupo masculino de dança da gravadora.

## História

### 2015-16: Pré-estreia, NEOZ School e estreia comFeeling Sensation
A primeira vez que foi revelado a existência do grupo para o público foi por fotos tiradas no Aeroporto internacional de Incheon, quando iam viajar para o Japão para participar do FNC Kingdom 2015, em 11 de dezembro. O grupo consistia de onze membros naquela época, incluindo Jinkyu (participou do programa Boys24) e um traine da FNC Entertainment chamado Alex Bell.[carece de fontes?] Teaser fotos e vídeos foram lançadas no dia seguinte até 17 de Dezembro, revelando nove membros como os primeiros traines do sistema de aprendizado da NEOZ School.
Em maio de 2016 eles participaram como NEOZ Dance no programa de sobrevivência da FNC chamado, "d.o.b (Dance or Band)", onde enfrentaram a chance de debutar com o NEOZ Band. No final do programa eles ganharam e apresentaram a faixa "K.O.", a primeira inédita do grupo.
Em 21 de Agosto, FNC anunciou que o grupo, até então chamado de NEOZ Dance, iria mudar o nome para SF9. Em 27 de Agosto, eles fizeram seu primeiro encontro com fãs, chamado "Surprise Festival 9". O encontro teve a presença de 99 fãs. Em 25 de setembro, houve um segundo encontro, "Surprise Festival 9 Autumn Sports Day", agora com a presença de mais de 300 fãs. No mesmo dia, SF9 divulgou que no dia 5 de Outubro iriam finalmente estrear.
Como prometido, o grupo lançou no dia 5 de Outubro seu álbum single "Feeling Sensation" com seu principal single, "Fanfare". O álbum estreou em oitavo lugar no Gaon Album Chart, tendo como pico o sexto lugar. Eles fizeram sua estreia no palco em 6 de outubro no M! Countdown. A divulgação do single encerrou em 6 de novembro no Inkigayo. Com a divulgação de "Fanfare" terminada, eles começaram a divulgar "K.O." em 15 de novembro de 2016. No dia 21 de Dezembro de 2016 o grupo lançou a música ''너와 함께라면(So Beautiful)'' como um presente especial de natal para os fãs.

### 2017-18: Aniversário de 100 dias, Burning Sensation, Breaking Sensation, Debut no Japão e Primeiro Daeseng
Seu primeiro mini álbum Burning Sensation foi lançado em 6 de fevereiro. Ele ficou em #6 lugar na Billboard World Albums Chart, que foi lançado em 15 de fevereiro, KST e classificação #1 no Yin Yue Tai MV Chart depois que foi lançado.
SF9 realizou seu fan meeting "Burning Fantasy" em 25 de março de 2017, onde se encontram com 600 fãs, que marca o fim de sua promoção do single Roar.
Em 4 de abril de 2017, foi relatado que o SF9 teria seu segundo comeback, apenas dois meses após as promoções de Roar concluídas. Em 5 de abril de 2017, a FNC lançou uma foto com código binário com o logotipo SF9 embaixo, e em 6 de abril de 2017, a FNC anunciou os horários para o comeback em 18 de abril de 2017 com seu segundo mini álbum "Breaking Sensation".
Em 7 de abril de 2017, o SF9 realizou o primeiro Debut Show do Japão com 1.300 fãs presentes.
Em 18 de abril de 2017, o SF9 lançou seu novo EP de seis músicas, intitulado Breaking Sensation, que inclui a faixa-título "쉽다 (Easy Love.)" No mesmo dia, "쉽다 (Easy Love)" chegou ao #1 rank no US iTunes K-Pop Singles Chart e a classificação do álbum #2 no US K-Pop Album Chart. Eles também colocaram no top cinco do iTunes K-pop Charts no Reino Unido, Alemanha, Austrália, Canadá, Holanda, Rússia, Espanha, Irlanda, Romênia, Turquia, Suécia, Indonésia e Noruega e classificação #3 no Kogou chinês. No dia 25 de abril, Breaking Sensation (EP) aterrissou no #5 na Billboard World Album Chart.
Em 6 de junho, o SF9 estreou no Japão. Em 7 de junho, a versão japonesa de seu single único "Fanfare" foi lançada. Ele classificou #1 no Chart Records Chart para Álbuns Únicos e # 4 no Oricon Chart.
Após 6 meses de promoção do álbum Breaking Sensation, SF9 resolveu postar as primeiras notas sobre o terceiro Mini Álbum "Knights Of The Sun."
Em 12 de Outubro de 2017, o grupo lançou o terceiro mini álbum "Knights Of The Sun" com a faixa-título "오솔레미오 (O Sole Mio)"
Em 27 de Novembro, SF9 ganhou seu primeiro Daesang na 2017 Seoul Success Awards com o seu terceiro mini álbum "Knights Of The Sun" da faixa-título "오솔레미오 (O Sole Mio)" na categoria de "Rookie do Ano."
Depois de 4 meses promovendo o comeback de "오솔레미오 (O Sole Mio)" do mini álbum "Knights Of The Sun", a FNC empresa responsável pelo grupo decide revelar o novo comeback do mini álbum "MAMMA MIA" com sua faixa-título "Mamma Mia" bem dance, balada. Com seu lançamento seguido de 26 de Fevereiro de 2018!

## Integrantes
| SF9            | SF9            | SF9                | SF9                | SF9                               | SF9                 | SF9                                                                |
| Nome Artístico | Nome Artístico | Nome de Nascimento | Nome de Nascimento | Data de Nascimento                | Local de Nascimento | Posição no Grupo                                                   |
| Romanizado     | Hangul         | Romanizado         | Hangul             | Data de Nascimento                | Local de Nascimento | Posição no Grupo                                                   |
| -------------- | -------------- | ------------------ | ------------------ | --------------------------------- | ------------------- | ------------------------------------------------------------------ |
| Inseong        | 인성           | Kim Inseong        | 김인성             | 12 de julho de 1993 (31 anos)     | Seul                | Vocalista Principal.                                               |
| Youngbin       | 영빈           | Kim Youngbin       | 김영빈             | 23 de novembro de 1993 (31 anos)  | Gyeonggi            | Líder, Rapper Líder e Dançarino Líder.                             |
| Jaeyoon        | 재윤           | Lee Jaeyoon        | 이재윤             | 9 de agosto de 1994 (30 anos)     | Busan               | Vocalista Guia.                                                    |
| Dawon          | 다원           | Lee Sanghyuk       | 이상혁             | 24 de julho de 1995 (29 anos)     | Ilsan               | Dançarino Guia e Vocalista Guia.                                   |
| Zuho           | 주호           | Baek Juho          | 백주호             | 4 de julho de 1996 (28 anos)      | Ilsan               | Rapper Principal e Dançarino Líder.                                |
| Taeyang        | 태양           | Yoo Taeyang        | 유태양             | 28 de fevereiro de 1997 (28 anos) | Mokdong             | Dançarino Principal e Vocalista Líder.                             |
| Hwiyoung       | 휘영           | Kim Youngkyun      | 김영균             | 11 de maio de 1999 (25 anos)      | Busan               | Rapper Guia.                                                       |
| Chani          | 찬희           | Kang Chanhee       | 강찬희             | 17 de janeiro de 2000 (25 anos)   | Hongseong           | Dançarino Principal, Rapper de Apoio, Vocalista de Apoio e Maknae. |

- Visual: Integrante mais bonito do grupo, eleito pela empresa do mesmo.
- Face: Integrante que representam o grupo, geralmente é o mais popular.
- Maknae: Integrante mais novo do grupo.

## Ex-Integrantes
| Nome Artístico | Nome Artístico | Nome de Nascimento | Nome de Nascimento | Data de Nascimento            | Local de Nascimento | Posição no Grupo                | Data de saída |
| -------------- | -------------- | ------------------ | ------------------ | ----------------------------- | ------------------- | ------------------------------- | ------------- |
| Romanizado     | Hangul         | Romanizado         | Hangul             | 7 de agosto de 1996 (28 anos) | Ilsan               | Vocalista Líder, Visual e Face. | 18/09/2023    |
| Rowoon         | 로운           | Kim Seokwoo        | 김석우             | 7 de agosto de 1996 (28 anos) | Ilsan               | Vocalista Líder, Visual e Face. | 18/09/2023    |

## Discografia

### Álbuns single
- Feeling Sensation (2016)

### Extended Play
- Burning Sensation (2017)
- Breaking Sensation (2017)
- Knights of the Sun (2017)
- MAMMA MIA (2018)
- Sensuous (2018)
- NARCISSUS (2019)
- RPM (2019)

### Álbuns
- First Collection (2020)
- 9loryUS (2020)

### Singles
| Título                         | Ano  | Melhor posição nas paradas | Vendas | Álbum                |
| Título                         | Ano  | COR                        | Vendas | Álbum                |
| ------------------------------ | ---- | -------------------------- | ------ | -------------------- |
| "Fanfare" (팡파레)             | 2016 | —                          | 32.322 | Feeling Sensation    |
| "So Beautiful" (너와 함께라면) | 2016 | —                          | —      | Lançamento sem álbum |
| "ROAR" (부르릉)                | 2017 | —                          | —      | Burning Sensation    |
| "Easy Love" (쉽다)             | 2017 | —                          | —      | Breaking Sensation   |
| "O Sole Mio" (오솔레미오)      | 2017 | —                          | —      | Knights of the Sun   |
| "MAMMA MIA" (맘마미아)         | 2018 | —                          | —      | MAMMA MIA            |
| "Now or Never" (질렀어)        | 2018 | —                          | —      | Sensuous             |
| "Enough" (예뻐지지 마)         | 2019 | —                          | —      | NARCISSUS            |
| RPM                            | 2019 | —                          | —      | RPM                  |
| Good Guy                       | 2020 | 104                        | —      | FIRST COLLECTION     |
|                                |      |                            |        |                      |

### Colaborações solo
| Ano  | Membro | Música                      | Álbum         |
| ---- | ------ | --------------------------- | ------------- |
| 2017 | Rowoon | Lily de AOA                 | Angel's Knock |
| 2016 | Dawon  | I'm Jelly baby de AOA CREAM | -             |

## Filmografia

### Dramas
| Programa                     | Ano  | Canal                     | Membro(s) |
| ---------------------------- | ---- | ------------------------- | --- |
| Click Your Heart             | 2016 | MBC Every 1 Naver TV Cast | Elenco principal: Rowoon, Dawon, Zuho e Chani. Elenco regular: Youngbin, Inseong, Jaeyoon, Taeyang, Hwiyoung |
| School 2017                  | 2017 | KBS2                      | Elenco regular: Rowoon                                                                                       |
| Children Of The 20th Century | 2017 | MBC                       | Elenco principal: Inseong                                                                                    |
| SKY Castle                   | 2018 | JTBC                      | Elenco principal: Chani                                                                                      |
| Extraordinary You            | 2019 | MBC                       | Elenco principal: Rowoon                                                                                     |

### Reality shows
| Ano  | Programa              | Membro(s)    | Canal   | Notas                                   |
| ---- | --------------------- | ------------ | ------- | --------------------------------------- |
| 2013 | Cheongdam-dong 111    | Rowoon, Zuho | tvN     | Aparição como trainees (pré-estreia)    |
| 2016 | d.o.b (Dance or Band) | Todos        | Mnet    | Programa de sobrevivência que os formou |
| 2016 | Lipstick Prince       | Rowoon       | OnStyle | Participante principal                  |
| 2018 | High School Rapper    | Hwiyoung     | Mnet    | Participante                            |

### Programas de variedade
| Ano  | Programa            | Canal   | Membro(s) | Notas                 |
| ---- | ------------------- | ------- | --------- | --------------------- |
| 2016 | Spectacle Fantasy 9 | Naver   | Todos     | Viagem de graduação   |
| 2016 | Special Food 9      | Naver   | Todos     | Desafios culinários   |
| 2016 | After School Club   | Arirang | Todos     | Episódio 237          |
| 2016 | Pops in Seoul       | Arirang | Todos     | Perguntas e respostas |
| 2016 | Video Star          | MBC     | Rowoon    | Convidado             |
| 2016 | Game Show           | SBS     | Dawon     | Apresentador          |
| 2016 | Laundry Day         | OnStyle | Rowoon    | Episódio 11           |
| 2017 | Weekly Idol         | MBC     | Todos     | Episódio 302          |
| 2018 | Law Of The Jungle   | SBS     | Rowoon    | Episódio 305          |

## Videografia
| Ano  | Título                              | Duração | Álbum                |
| ---- | ----------------------------------- | ------- | -------------------- |
| 2016 | Fanfare (팡파레)                    | 3:19    | Feeling Sensation    |
| 2016 | Fanfare (팡파레) (Performance Ver.) | 3:19    | Feeling Sensation    |
| 2016 | So Beautiful (너와 함께라면)        | 3:40    | Lançamento sem álbum |
| 2017 | 부르릉 (ROAR)                       | 3:10    | Burning Sensation    |
| 2017 | 쉽다 (Easy Love)                    | 3:28    | Breaking Sensation   |
| 2017 | 오솔레미오 (O SOLE MIO)             | 3:33    | Knights of the Sun   |
| 2018 | 맘마미아 (MAMMA MIA)                | 4:03    | MAMMA MIA            |
| 2018 | 질렀어 (Now or Never)               | 3:33    | Sensuous             |
| 2019 | 예뻐지지 마 (Enough)                | 3:19    | NARCISSUS            |
| 2019 | RPM                                 | 3:24    | RPM                  |
| 2020 | Good Guy                            | 3:26    | FIRST COLLECTION     |

## Turnês
Turnês afiliadas
- 2015: 2015 FNC KINGDOM IN JAPAN
- 2016: 2016 FNC KINGDOM IN JAPAN
- 2017: 2017 FNC KINGDOM IN JAPAN
- 2018: FANTASY EXPRESS 2018
- 2019: SF9 LIVE TOUR "UNLIMITED"

## Prêmios e indicações
| Premiações Coreanas | Premiações Coreanas | Premiações Coreanas     | Premiações Coreanas             | Premiações Coreanas |
| Ano                 | Dentinário          | Premiação               | Categoria                       | Resultado           |
| ------------------- | ------------------- | ----------------------- | ------------------------------- | ------------------- |
| 2016                | SF9                 | Mnet Asian Music Awards | Melhor Novo Artista Masculino   | Indicado            |
| 2016                | SF9                 | Mnet Asian Music Awards | HotelsCombined – Artista do ano | Indicado            |
| 2017                | SF9                 | Gaon Chart K-Pop Awards | Rookie do Ano                   | Indicado            |
| 2017                | SF9                 | Seoul Music Awards      | Prêmio Novo Artista             | Indicado            |
| 2017                | SF9                 | Seoul Music Awards      | Prêmio Popularidade             | Indicado            |
| 2017                | SF9                 | Seoul Success Awards    | Rookie do Ano                   | Venceu              |
| 2017                | SF9                 | Fandom School Awards    | Prêmio Melhor Rookie            | Venceu              |
| 2018                | SF9                 | Seoul Music Awards      | Prêmio Bongsang                 | Pendente            |
| 2018                | SF9                 | Seoul Music Awards      | Prêmio Popularidade             | Pendente            |
| 2018                | SF9                 | Seoul Music Awards      | Prêmio Hallyu Especial          | Pendente            |

### Programas Musicais
| Ano  | Categoria                               | Programa    | Música   |
| ---- | --------------------------------------- | ----------- | -------- |
| 2020 | Melhor Música da Semana - 16 de Janeiro | M Countdown | Good Guy |
| 2020 | Melhor Música da Semana - 17 de Janeiro | Music Bank  | Good Guy |
| 2020 | Melhor Música da Semana - 30 de Janeiro | M Countdown | Good Guy |